# Karibische Legion

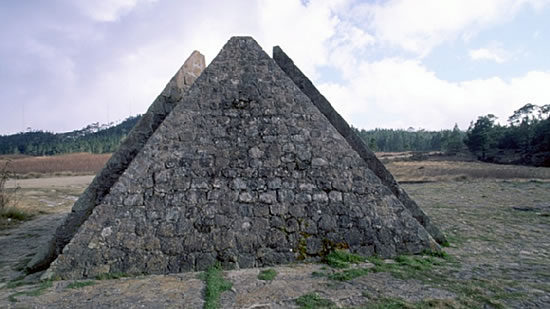
Pyramide des Diktators Rafael Leónidas Trujillo Molina

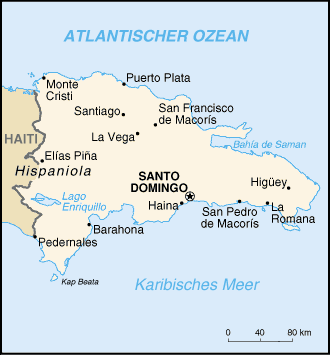
Dominikanische Republik

Die Karibische Legion (Legión del Caribe, Caribbean Legion) war eine informelle militärische Einheit, die von 1947 bis 1949 im zentralamerikanisch-karibischen Raum existierte und hauptsächlich von der Regierung Guatemalas finanziell und logistisch unterstützt wurde. Wichtigstes politisches Ziel war der Sturz der Regierung von Rafael Leónidas Trujillo Molina, dem diktatorisch regierenden Präsidenten der Dominikanischen Republik. Die Legion scheiterte mit diesem Ziel.

## Herkunft des Begriffs, Zusammensetzung der Legion und politische Ziele

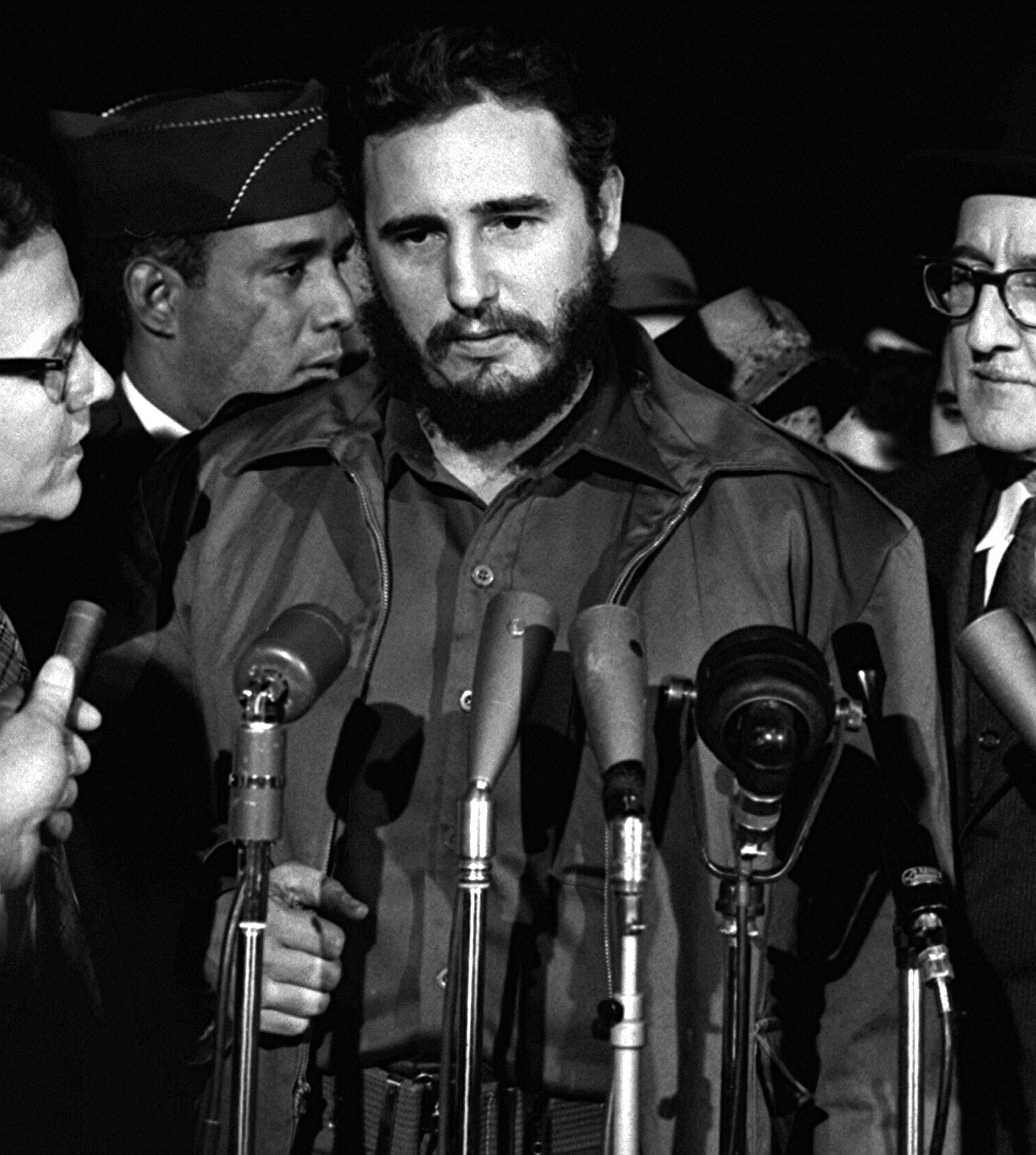
Fidel Castro, hier ein Foto von 1959, war Mitglied der Legion

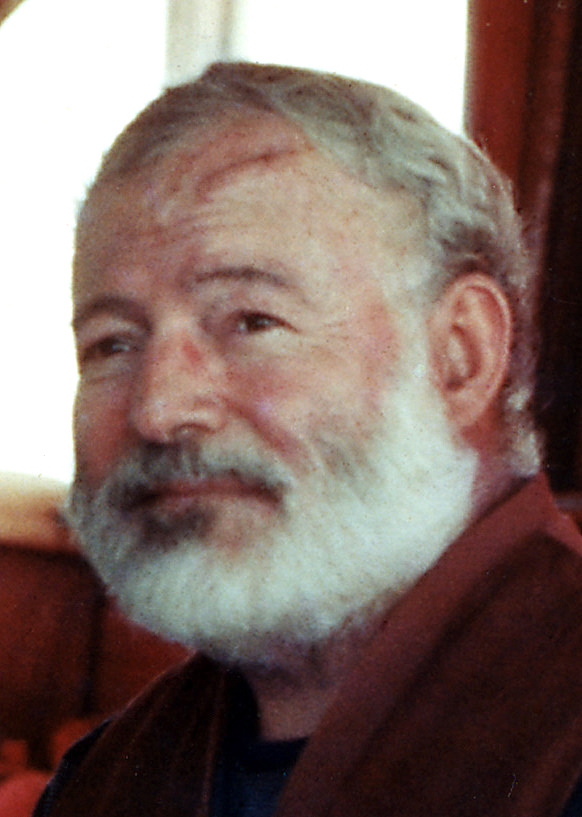
Ernest Hemingway, hier ein Foto von 1950, wurde beschuldigt, zum Stab der Legion zu gehören

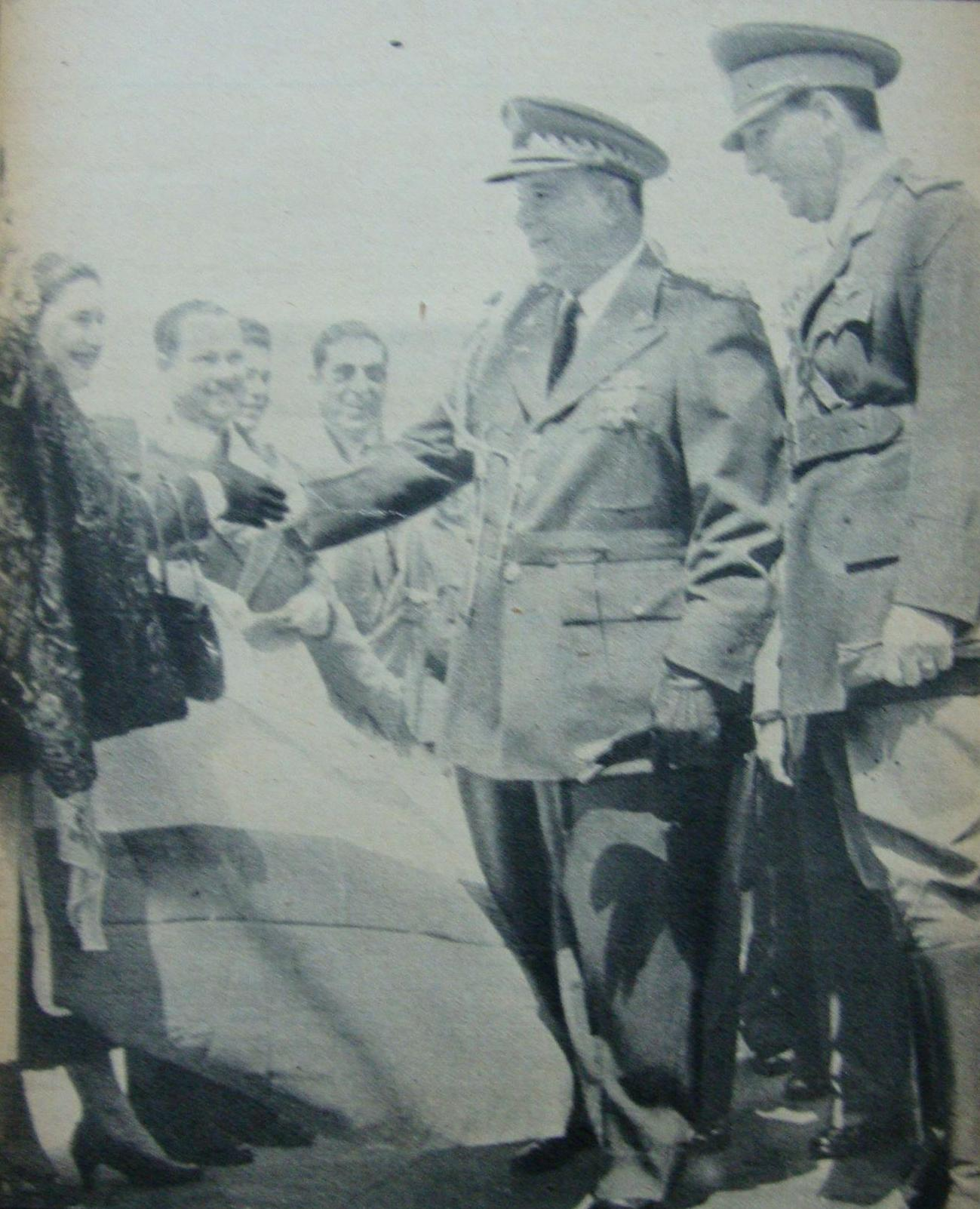
Anastasio Somoza García (Mitte) sollte gestürzt werden

Der Begriff geht auf einen Bericht des TIME-Korrespondenten Jerry Hannifin vom April 1948 aus Costa Rica zurück und wurde anschließend von Politikern, Behörden und in der Öffentlichkeit benutzt.
Die  Mitglieder der Legion waren größtenteils links oder linksliberal orientierte politische Exilanten aus Honduras, Nicaragua und der Dominikanischen Republik. Ihr gehörten jedoch auch Söldner und schlichte Abenteurer aus dem Umfeld des kubanischen politischen gangsterismo an. Zu den bekanntesten Mitgliedern der Legion gehörten Fidel Castro, José Figueres Ferrer, der spätere Präsident Costa Ricas, und Alberto Bayo Giroud, ehemaliger Kampfflieger des Spanischen Bürgerkriegs und Militärberater Castros. Kurzfristig wurde auch der in Kuba lebende US-amerikanische Schriftsteller Ernest Hemingway beschuldigt, zum Stab der Legion zu gehören.
Ziel der Legion war der Sturz der Diktatoren von Nicaragua (Anastasio Somoza García), der Dominikanischen Republik (Rafael Leónidas Trujillo Molina) sowie des Präsidenten von Honduras, Tiburcio Carías Andino. Im September 1947 scheiterte der Versuch, mit einer kombinierten See-, Land- und Luftoperation, die von der kubanischen Insel Cayo Confites ausging, Trujillo zu stürzen. Im März/April 1948 kämpfte die Legion als Teil des so genannten Nationalen Befreiungsheers im costa‑ricanischen Bürgerkrieg; ihr Einsatz führte zum Sturz der Regierung von Rafael Ángel Calderón Guardia. 1949 endete der zweite Versuch, Trujillo zu stürzen, nach einer Luftoperation in der Bucht von Luperón in der Dominikanischen Republik in einem Fiasko. 1950 entzogen die Regierungen Kubas und Guatemalas aufgrund von Untersuchungen der Organisation amerikanischer Staaten (OAS) den Exilgruppen ihre Unterstützung. Dies bedeutete das Ende der Legion.

## Die Gründung der Legion. Die Operation in Cayo Confites 1947
Die Gründung der Legion stand im Kontext einer Demokratisierungswelle in Zentralamerika und der Karibik, die bedingt war durch das absehbare Ende des Zweiten Weltkriegs und das Vorbild der populistischen linksgerichteten APRA-Partei des Peruaners Víctor Raúl Haya de la Torre, die zum Vorbild für viele politische Gruppierungen in Lateinamerika wurde.
Diese Bewegungen bewirkten 1944 sowohl den Sturz des guatemaltekischen Diktators Jorge Ubico als auch des salvadorianischen Diktators Maximiliano Hernández. Vor allem Guatemala wurde nun unter der Regierung des linksliberalen Präsidenten Juan José Arévalo zu einem Zufluchtsort von Exilanten aus Honduras, Nicaragua und der Dominikanischen Republik. Das guatemaltekische Militär stellte bereitwillig die Logistik für geplante Invasionen in die Heimatländer der Exilanten zur Verfügung. Auch die kubanische Regierung von Ramón Grau San Martín unterstützte die Exilgruppen, doch war das Militär dort wesentlich autonomer als in Guatemala und nicht immer bereit, diesbezügliche Anweisungen des Präsidenten umzusetzen.
Der konkrete Anlass für den Aufbau einer effektiven Invasionstruppe gegen Nicaragua und die Dominikanische Republik war die Flucht des dominikanischen Generals Juan Rodríguez García, dem es am 1. Februar 1946 unter dem Vorwand einer Geschäftsreise gelang, die Dominikanische Republik zu verlassen und dabei 500.000 $ mitzuführen. Rodríguez, nach Trujillo der zweitreichste Mann der Inselrepublik, hatte sich mit dem Präsidenten überworfen, weil dieser begonnen hatte, das Vermögen des Generals anzutasten.
Das aus dem Land geschmuggelte Geld wurde in den drei folgenden Jahren benutzt, Waffen, Flugzeuge und Schiffe anzuschaffen oder zu mieten und die Legion zu finanzieren. Die Exil-Dominikaner stellten einen beträchtlichen Teil des Personals der Legion, aber es gab auch zahlreiche ehemalige nicaraguanische und honduranische Berufsoffiziere, die beabsichtigten, den Sturz Somozas und Carías gewaltsam herbeizuführen.
Da die Mehrzahl der dominikanischen Exilanten seit Mitte der 1930er Jahre auf Kuba lebte, wurde der erste Versuch, Trujillo zu stürzen, von dort aus übernommen. Die militärische Methode, Regierungen aus dem Ausland über den Seeweg zu stürzen, war in der Karibik keineswegs neu. Diese Methode des filibusterismo existierte seit den 1830er Jahren; besonders die Regierungen Venezuelas wurden ständig von Exilgruppen bedroht, die von der holländischen Insel Curaçao aus mit Schiffen auf das Festland übersetzten, um Revolutionen in Gang zu setzen. Besonders extreme Beispiele dafür waren die Fälle des deutschen Frachtdampfers Falke im Jahr 1929 und des britischen Dampfers Ban Righ 1901/02.
Für das Unternehmen wurden Waffen und Sprengstoffe auch aus den Vereinigten Staaten angekauft. Der Verbindungsmann der Legion in New York war Nicolás Silfa, der in einem Lagerhaus in Manhattan Bomben und Sprengmittel deponierte. Anfang 1947 hatte Silfa genügend Waffen gekauft und Rekruten mit militärischer Erfahrung angeheuert, so dass die Männer und das Material auf zwei Schiffen von New York nach Kuba verschifft werden konnten.
Im August 1947 war die Invasionstruppe vollständig. Sie verfügte über sieben Schiffe: Aurora, Berta, Máximo Gómez (auch Fantasma genannt), Maceo, Angelita, La Victoria sowie die Schnellboote R-41 und R-42 der guatemaltekischen Marine. Die Luftwaffe der Invasoren bestand aus 16 Maschinen, darunter einem B-24 Bomber, sechs P-38 Lightning-Jägern, einem B-25 Bomber und diversen Transportflugzeugen. Der Kern der Bewaffnung bestand aus gut 1000 Mauser-Gewehren, die Rodriguez von dem argentinischen Präsidenten Juan Perón erworben hatte, 200 Thompson-Maschinenpistolen, gut 2000 Colt .45 Automatikpistolen, 15 Panzerfäusten Bazooka mit 300 Raketen, drei Mörsern, drei 37 mm Panzerabwehrkanonen, 2000 Handgranaten und Stahlhelmen für jedes Mitglied der Truppe, die sich nun offiziell Befreiungsarmee von Amerika nannte.
Im Juli 1947 wurde die Legion auf das Eiland Cayo Confites im Norden Kubas verlegt. Es wurden fünf Bataillone gebildet, die jeweils von einem Oberstleutnant Teniente Coronel kommandiert wurden: Antonio Guiteras, Luperón, Máximo Gómez, Sandino und José Maria Cabral. Die Insel war in keiner Weise für den längeren Aufenthalt der gut 2.000 Legionäre geeignet. Schon nach wenigen Tagen traten die ersten Krankheitsfälle auf, zumal man anfänglich keinerlei Wetterschutz hatte.
Außerdem bestanden starke Spannungen zwischen den verschiedenen politischen Fraktionen aus diversen Nationen. Ein Teil der kubanischen Mitglieder bestand nach Aussagen verschiedener Zeitzeugen, die der US-amerikanische Politikwissenschaftler Charles D. Ameringer zitiert, aus Verbrechern, die sich in der Dominikanischen Republik Hoffnung auf Beute machten. An dem Unternehmen waren auch US-amerikanische Söldner beteiligt, die als Piloten dienten und für das Unternehmen mit jeweils 10.000 $ bezahlt werden sollten. Nach Ameringer gehörten die Piloten vorher den Flying Tigers an.
Das Unternehmen brach Mitte September 1947 mangels Koordination und Demoralisierung der Mitglieder zusammen. Die Söldnerpiloten flüchteten, wodurch die Luftwaffe der Legion lahmgelegt wurde. Zwar verließ ein Teil der Truppe in einigen Schiffen Cayo Confites, waren aber mangels Versorgung gezwungen, entweder neutrale Häfen anzulaufen oder aber unter dem Schutz der kubanischen Marine einen kubanischen Hafen anzulaufen. Fidel Castro, der sich auf der Aurora eingeschifft hatte, sprang rechtzeitig über Bord und entkam dadurch seiner Festnahme. Die Festgenommenen wurden kurzfristig interniert, aber bereits am 3. Oktober 1947 wieder freigelassen.
Die Ursachen für das Scheitern des Unternehmens wurden kontrovers diskutiert. Die mangelnde Koordination war eine der Ursachen, doch wesentlicher war wohl, dass das ursprüngliche Unternehmen – eine geheime Landung von einigen hundert Mann in der Dominikanischen Republik – durch die kubanischen Mitakteure zu einer richtiggehenden Invasion unter Einbeziehung von Flugzeugen geworden und der Mannschaftsbestand der Truppe dadurch extrem aufgeblasen worden war.
Trotz dieses Misserfolgs gab Rodriguez seinen Plan zum Sturz Trujillos nicht auf. Doch dafür musste er praktisch einen Umweg über Costa Rica in Kauf nehmen. Statt Grau in Kuba bot ihm Präsident Arévalo in Guatemala das Exil und die Möglichkeit an, zuerst einen anderen angeblichen Despoten zu stürzen.

## 1948: Der costa-ricanische Bürgerkrieg (Guerra civil de Costa Rica)

### Vorgeschichte. Die Regierung Rafael Calderón, 1940–1944
Die Hintergründe für den costa-ricanischen Bürgerkrieg, dessen Ausgang die Gründung der 2. Republik im Jahr 1948 zur Folge hatte, werden heute noch kontrovers diskutiert. Vor allem fehlt eine seriöse Studie über den eigentlichen Gegner der Legion, den seinerzeitigen Präsidenten Costa Ricas, Rafael Calderón der „Partido Republicano Nacional“. Calderón war im weitesten Sinne ein linker Populist, der ab 1940 Arbeitsbeschaffungsprogramme der Vorgängerregierung von Leon Cortes Castro weitergeführt hatte, andererseits aber das staatliche Benzinmonopol zugunsten ausländischer Ölkonzerne aufgab.
Eine seiner ersten Maßnahmen war die (Neu)Gründung der Universidad de Costa Rica am 26. August 1940 gewesen, die als Universidad de Santo Tomás bereits 1888 geschlossen worden war. Er führte eine Sozialversicherung ein, erklärte aber Japan nach dem Angriff auf Pearl Harbor noch vor den USA den Krieg, den er anschließend auch dem Deutschen Reich und Italien erklärte. Deutsche und italienische Staatsbürger wurden zeitweise interniert und es kam zu Bereicherungen an ihrem Eigentum, was den ohnehin vorhandenen Ruf der Regierung Calderon als korrupt verschärfte. Was die Regierung Calderon jedoch nicht nur in Lateinamerika, sondern weltweit nahezu einmalig machte, war der Umstand, dass sie sowohl von der Katholischen Kirche als auch der kommunistischen Partei Costa Ricas, der Partido Vanguardia Popular unter Manuel Mora Valverde gestützt wurde.
Mit der Einführung des Código de Trabajo am 15. September 1943 wurden wichtige sozialrechtliche Konditionen eingeführt wie zum Beispiel der Mutterschutz, der 8-Stunden-Tag, Begrenzung der Nachtarbeit auf sechs Stunden und die Regelung von Überstunden, die mit einem 50-prozentigen Aufschlag auf den normalen Stundenlohn bezahlt werden sollten.
Unter der von Calderon gestützten Nachfolgeregierung von Teodoro Picardo Michalski, die ebenfalls von der Vanguardia gestützt wurde, entwickelten sich bereits 1946 bürgerkriegsähnliche Verhältnisse zwischen den Fraktionen: Auf der einen Seite Calderons Partido Republicano Nacional und die Vanguardia, auf der anderen Seite die Partido Unión Nacional, die Partido Demócrata und die Partido Social Demócrata.
Am 16. Dezember 1947 wurde der so genannte Karibische Akt abgeschlossen zwischen General Rodriguez aus der Dominikanischen Republik, Argüello für Nicaragua und Figueres für Costa Rica. Das Patronat übernahm der guatemaltekische Präsident Arévalo. Rodriguez wurde Oberkommandierender der Befreiungsarmee für die Karibik und Zentralamerika; Stabschef wurde Miguel Angel Ramirez und stellvertretende Chefs die beiden honduranischen Obristen Rivas Montes und Morazán. Während Figueres für eine sofortige Aktion in Costa Rica plädierte, wollte das Komitee erst die Wahlen im Februar 1948 abwarten. Daher unternahm eine nicaraguanische Gruppe bereits im Januar 1948 einen Versuch, Waffen in Nicaragua zu deponieren, wurde dabei aber von der Guardia Nacional de Nicaragua gefasst.

### Der Ausbruch des Bürgerkriegs

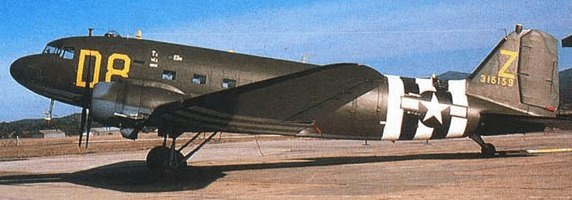
DC-3

Der costa-ricanische Bürgerkrieg wurde im Februar 1948 ausgelöst, als der bisherige Präsident Calderon seinen Kandidaten „Picado“ mittels Wahlbetrugs gegen den Kandidaten der nationalen Opposition, Ulate, durchbrachte. Nach der Ermordung von Ulates Berater, Carlos Luis Valverde, sah Figueres die Möglichkeit, militärisch loszuschlagen. Da die konstitutionelle Armee Costa Ricas lediglich 300 Mann umfasste und schlecht ausgebildet war, schien ein Sieg relativ schnell erreichbar.
Figueres operierte von seiner Farm finca La Lucha im Hochland aus, die verkehrstechnisch schwer zu erreichen war. Er bezog eine Verteidigungsstellung und wartete auf Verstärkung, die auf dem Luftweg aus Guatemala eingeflogen werden sollte. Figueres wurde dabei logistisch von der U.S. Public Roads Administration unterstützt, die eine Baustelle für den Panamerican Highway (Panamericana) unterhielt und sogar über ein eigenes Krankenhaus verfügte. Geplant war auch der Einsatz einer Guerillagruppe im Gebiet von San Ramón.
Der Bürgerkrieg begann am 12. März 1948, als Figueres den Flughafen von San Isidro besetzen ließ und drei DC-3 der TACA-Fluggesellschaft erbeutete, die den Kern seiner Luftwaffe bildete. Mit diesen Maschinen wurde die Verbindung nach Guatemala hergestellt und Waffen, Munition und Personal eingeflogen. Am 14. März begann der Kampf um die Schlüsselstellung am Panamerican Highway, El Empalme. Bei diesen Kämpfen spielte besonders Frank Marshall Jiménez eine Rolle; ein Costa-Ricaner deutscher Abstammung, der Ende der 1930er Jahre in Deutschland bei der Hitlerjugend eine paramilitärische Ausbildung erhalten hatte.

### Das Ende des Bürgerkriegs

Costa Rica

Am 10. April 1948 gelang der Befreiungsarmee die Einnahme der zweitgrößten Stadt Costa Ricas, Cartago. Die dortige Bevölkerung sympathisierte ohnehin mit der Opposition um Ularte. Am 11. April wurde Puerto Limón eingenommen, das mit Cartago durch eine Eisenbahnlinie verbunden war. In Limón sollten Waffen, die in Kuba bereitstanden, angelandet werden. Bei El Tejar, in der Nähe von Cartago, kam es am 12. April zum schwersten Gefecht des Bürgerkriegs, als das Empalme-Bataillon unter Führung von Frank Marshall Jiménez und Rivas Montes einen Versuch der Regierungstruppen vereitelte, Cartago zurückzuerobern.
An diesem Tag trat Picado zurück und übergab die Hauptstadt San José dem diplomatischen Korps. Die Unterhandlungen zwischen dem ELN und der Regierung Picado wurden von dem Priester Benjamin Nuñez geführt. Da die kommunistische Partei Costa Ricas, die Vanguardia Popular, und die von ihr geführten Arbeiterbrigaden Widerstand bis zum Äußersten angekündigt hatten, verhandelte Figueres am 15. April direkt mit Parteichef Mora in Ochomogo im so genannten Niemandsland. Figueres garantierte die Beibehaltung der Arbeitsschutzgesetze, die unter Calderon Guardia eingeführt worden waren.
Eine Gruppe Calderonisten versuchte währenddessen in Managua, Präsident Somoza zu einem Angriff auf Costa Rica zu bewegen. Dieses Unternehmen wurde durch die Intervention des US-amerikanischen Botschafters Nathaniel Davis zum Scheitern gebracht. Im so genannten Pakt der mexikanischen Botschaft am 19. April 1948 kam es zum Friedensschluss, der eine geordnete Übernahme der Regierungsgeschäfte von Picado an Figueres als Übergangspräsident ermöglichte. Die Befreiungsarmee marschierte am 24. April 1948 in San José ein.

## Planungen zum Sturz Somozas
Bis heute ist unklar, ob Figueres jemals ernsthaft erwogen hat, Somoza mit Hilfe der Exil-Nicaraguaner der Legion zu stürzen. Diese waren formal Teil des Befreiungsheeres und forderten den Einmarsch nach Nicaragua um jeden Preis. Eine Gruppe um Major Julio Alonso Lecler, einem ehemaligen Offizier der Guardia Nacional de Nicaragua, bildete in offener Rebellion die Guerilla Los Vengadores (Die Rächer), entwendete einige Waffen und versuchte heimlich, die Grenze nach Nicaragua zu überschreiten, um dort Guerillakrieg zu führen. Die Gruppe wurde auf dem Weg an die Grenze von der costa‑ricanischen Polizei abgefangen und für mehrere Wochen inhaftiert.
Nach dem Ende des Bürgerkriegs gründeten die nicaraguanischen Mitglieder der Legion eine Exilregierung unter Führung eines Triumvirats, dem auch der guatemaltekische Universitätsprofessor Edelberto Torres Rivas angehörte. Die Invasion von Nicaragua zum Sturz von Somoza wurde schließlich aufgegeben, da Somoza Torres im Flugzeug entführen ließ und nach Managua verschleppte.

## 1949: Luperón und das Ende
Juan Rodriguez begann im Dezember 1948 mit erneuten Planungen zum Sturz Trujillos. Die logistische Unterstützung kam wieder von der Regierung Arevalo in Guatemala. Gedacht war an eine kombinierte Land-, See- und Luftoperation. Eine Rebellengruppe sollte mit zwei Schnellbooten über See, eine andere mit Flugzeugen die Dominikanische Republik erreichen. Eine dritte Gruppe sollte auf dem Landweg von Haiti aus einfallen.
Im Mai 1949 kauften die Legionäre insgesamt sieben Flugzeuge: eine Curtiss C-46 Commando, zwei Douglas C-47, zwei Flugboote vom Typ Catalina, eine Lockheed Hudson und eine Anson V. Mexikanische und US-amerikanische Piloten dienten als Söldner. Die Flugzeuge sollten von Kuba und Guatemala aus starten.
Doch wie schon zuvor hatte Trujillos Nachrichtendienst von den Absichten seiner Gegner erfahren und intervenierte bei der kubanischen Regierung. Unklar ist die Zahl der Rebellen; im Juni 1949 sollen in Kuba 300 Mann bereitgestanden haben; 500 weitere Legionäre sollten angeblich aus Guatemala eingeflogen werden, um ebenfalls verschifft zu werden. Tatsächlich standen zwei Schnellboote, die Alicia und die Patricia, bereit, die der guatemaltekischen Marine gehörten. Als Angriffstag war der 18. Juni 1949 geplant.
Das Unternehmen war von Anfang an dilettantisch angelegt. Die vier Söldnerpiloten Ralph Wells, Bob Hosford, Pablo Herrera und Arturo Camacho desertierten wenige Stunden vor Beginn des Unternehmens mit einer C-47 nach Mexiko. Lediglich eine mexikanische Crew blieb loyal. Obwohl einige Unterführer zum Abbruch des Unternehmens rieten, bestand General Rodriguez auf der Durchführung. Als Ersatz für die Deserteure wurden zwei guatemaltekische Maschinen bereitgestellt, die offenbar mit regulären Hoheitsabzeichen und Mannschaften flogen.
Um 16.00h des 18. Juni 1949 starteten vier Maschinen der Legion von dem Stützpunkt San José de Guatemala an der Westküste. Sie überflogen den Izabal-See im Osten Guatemalas und signalisierten dem dort wartenden Flugboot den Beginn der Aktion. Doch das Flugboot konnte aufgrund von Überladung nicht sofort abheben, was von den anderen Flugzeugen nicht bemerkt wurde. Diese gerieten in einen schweren Sturm; eine Maschine musste auf der mexikanischen Halbinsel Yucatan notlanden, die anderen drei Maschinen erreichten planmäßig zum Auftanken die Insel Cozumel. Doch die mexikanischen Behörden konfiszierten alle vier Maschinen.
Die Catalina befand sich währenddessen allein auf dem Weg in die Dominikanische Republik ohne zu wissen, dass die Invasion bereits gescheitert war. Sie flog über die Islas del Cisne, Jamaika und die Nordküste Haitis und landete um 19.15h des 18. Juni 1949 in der Bucht von Luperón in der Nähe von Puerto Plata an der Nordküste der Dominikanischen Republik. Die militärische Besatzung bestand aus acht Dominikanern, drei Nicaraguanern und einem Costa-Ricaner. Die Crew bestand aus drei US-amerikanischen Söldnern aus Miami.
Die Landung in der Bucht verlief einwandfrei, doch gerieten die Invasoren kurz darauf in ein Gefecht mit dominikanischen Polizisten. Ein Fluchtversuch mit der Maschine scheiterte, da diese auf einer Sandbank strandete. Bis auf einen Arzt, der mit einigen Verwundeten an Bord verblieb, versuchte der Rest der Truppe auf dem Landweg in das gut 130 km entfernte Haiti zu entkommen. Die Catalina wurde währenddessen von einem Küstenwachkutter in Brand geschossen; die Insassen verbrannten mit dem Flugzeug.
Auch die Flucht der übrigen Invasoren scheiterte. Die drei amerikanischen Söldner, die gehofft hatten, als crazy gringos von Trujillos Truppen rücksichtsvoll behandelt zu werden, wurden zur Abschreckung weiterer Söldner nach ihrer Festnahme sofort exekutiert. Am 22. Juni wurden die fünf Überlebenden gefasst und verhaftet: Horacio Julio Ornes, Miguel Feliú Arzeno, José Rolandez Martínez Bonilla, José Felix Córdoba Boniche und Tulio Arvelo. Sie wurden entgegen allen Erwartungen weder gefoltert, misshandelt noch hingerichtet, sondern von Trujillo zu Propagandazwecken benutzt, wobei er sich als „Opfer des internationalen Kommunismus, personifiziert in den Herrschern von Kuba, Guatemala und Costa Rica“ stilisierte.
Im Rahmen der Niederschlagung des erwarteten Aufstands wurden in der Dominikanischen Republik selbst in den Wochen nach der Invasion allein in der Provinz Puerto Plata gut 200 Menschen von den Regierungstruppen umgebracht. Trujillo war durch eingeschleuste Agenten relativ gut über die Struktur der internen Widerstandsbewegung unterrichtet.
Ein letzter Versuch, Trujillo von außen zu stürzen, wurde Ende 1949 geplant. Von dem kubanischen Flugfeld L’Amelie in der Nähe von Guantánamo sollten mehrere Maschinen starten, um den Diktator und einen Teil seiner Familie mit einem Luftangriff auf die Estancia Ramfis, einem Familienbesitz der Trujillos, zu töten. In das Komplott waren offensichtlich auch hohe haitianische Regierungsbeamte und Armeeoffiziere involviert. Dieser Plan wurde schließlich fallengelassen, da Trujillos Agenten auch diese Exilgruppe unterwandert hatten.
Aufgrund des Drucks sowohl der US-Regierung als auch anderer Mitglieder der Organisation Amerikanischer Staaten (OAS), die die Sicherheit in der Karibik gefährdet sahen, stellten die Regierungen Guatemalas, Kubas und Costa Ricas ihre Unterstützung für die Exilgruppen ein, was das Ende der Legion bedeutete.